# ミュージック (キャロル・キングのアルバム)
『ミュージック』（Music）は、キャロル・キングが1971年12月に発表した3枚目のソロ・アルバム。

## 概要
前作の『つづれおり』（1971年2月）同様、ロサンゼルスのA&Mスタジオでレコーディングが行われ、ルー・アドラーがプロデューサーを、ハンク・チカロ（Hank Cicalo）がエンジニアを務めた。ジャケットの写真も『つづれおり』と同じくジム・マクラリーが撮った。
カーペンターズのカバー（邦題は「小さな愛の願い」）で知られる「イッツ・ゴーイング・トゥ・テイク・サム・タイム」、ドリフターズへの提供曲「サム・カインド・オブ・ワンダフル」のセルフカバー、「スウィート・シーズンズ」（全米9位）などを収録。
1972年1月1日から1月15日にかけてBillboard 200において3週連続1位を記録した。
2007年に日本で再発された『ミュージック』にはボーナストラックとして、シングル「スウィート・シーズンズ」のB面でアルバム未収録だった「ポケット・マネー」が収録された。

## 収録曲
特記されている曲以外はキャロル・キングによる作詞・作曲。
Side 1
1. ブラザー・ブラザー - Brother, Brother - 3:00
2. イッツ・ゴーイング・トゥ・テイク・サム・タイム - It's Going to Take Some Time (Carole King, Toni Stern) - 3:35
3. スウィート・シーズンズ - Sweet Seasons (King, Stern) - 3:15
4. サム・カインド・オブ・ワンダフル - Some Kind of Wonderful (King, Gerry Goffin) - 3:07
5. シュアリー - Surely - 4:58
6. キャリー・ユア・ロード - Carry Your Load - 2:52

Side 2
1. ミュージック - Music - 3:50
2. ソング・オブ・ロング・アゴー - Song of Long Ago - 2:44
3. ブライター - Brighter - 2:46
4. グロウイング・アウェイ・フロム・ミー - Growing Away from Me - 3:03
5. トゥ・マッチ・レイン - Too Much Rain (King, Stern) - 3:35
6. バック・トゥ・カリフォルニア - Back to California - 3:23

## パーソネル
- キャロル・キング – ボーカル、ピアノ、 エレクトリック・ピアノ 、エレクトリック・セレステ 、バッキング・ボーカル
- ラルフ・シュケット – オルガン、エレクトリック・ピアノ、エレクトリック・セレステ
- ダニー・コーチマー – アコースティックおよびエレクトリックギター、バッキングボーカル
- ジェームス・テイラー – アコースティックギター、バッキングボーカル
- チャールズ・ラーキー –エレクトリックおよびアコースティックベースギター
- ジョエル・オブライエン、 ラス・カンケル –ドラムス
- ボビー・ホール – コンガ 、 ボンゴ 、 タンバリン
- テレサ・カルデロン – コンガ
- カーティス・エイミー – テナーサックス、フルート
- オスカー・ブラッシア – フリューゲルホルン
- ウィリアム・グリーン – 木管楽器、フルート、サックス
- ウィリアム・コレット – 木管楽器、フルート、サックス
- アーネスト・ワッツ – 木管楽器、フルート、サックス
- プラス・ジョンソン – 木管楽器、フルート、サックス
- マイク・アルトシュル – 木管楽器、フルート、サックス
- アビゲイル・ヘイネス  – バッキングボーカル
- メリー・クレイトン – バッキングボーカル

### 製作
- ルー・アドラー – プロデューサー
- ハンク・チカロ – エンジニア
- ノーム・キニー – アシスタントエンジニア
- ローランド・ヤング – アートディレクション
- チャック・ビーソン – デザイン
- ジム・マクラリー – 写真

## チャート
| チャート (1972)                        | 最高位 |
| -------------------------------------- | ------ |
| カナダRPMアルバム・チャート            | 2      |
| オリコン・アルバム・チャート           | 2      |
| ノルウェイ VG-lista アルバム・チャート | 1      |
| 全英アルバム・チャート                 | 18     |
| 米国ビルボード200                      | 1      |

| チャート (1972)      | 順位 |
| -------------------- | ---- |
| 米国ビルボード・年末 | 9    |

## 認証
| 国/地域               | 認定     |
| --------------------- | -------- |
| アメリカ合衆国 (RIAA) | Platinum |